# Phyllostachys kwangsiensis
Phyllostachys kwangsiensis är en bambuart som beskrevs av W.Y.Hsiung, Q.H.Dai och J.K.Liu. Phyllostachys kwangsiensis ingår i släktet Phyllostachys, och familjen gräs. Inga underarter finns listade i Catalogue of Life.
Arten har fått sitt namn från den kinesiska provinsen Guangxi, som tidigare stavades Kwangsi.